# Artemis II
Artemis II, trước đây gọi là Exploration Mission-2, là một sứ mệnh phóng tên lửa có người lái bay ngang qua Mặt Trăng. Đây là chuyến bay vũ trụ thứ hai trong chương trình Artemis của NASA, đồng thời là sứ mệnh đầu tiên trong chương trình có phi hành đoàn tham gia trên tàu vũ trụ Orion. Hiện tại, chuyến bay đang được lên kế hoạch và sẽ được phóng bởi Hệ thống tên lửa đẩy vũ trụ (SLS) không sớm hơn tháng 2 năm 2026. Tàu vũ trụ Orion có tổng cộng 4 phi hành đoàn sẽ tham gia thực hiện thông qua dạng nhiệm vụ bay ngang qua Mặt Trăng và quay trở lại Trái Đất. Sự xuất hiện của chuyến bay Artemis II đã đánh dấu sự trở lại của con tàu vũ trụ có người lái bay tới Mặt Trăng và vượt ra khỏi quỹ đạo Trái Đất tầm thấp kể từ sứ mệnh Apollo 17 vào năm 1972. Chuyến bay đã được đổi tên sau khi công bố chương trình Artemis. Nhiệm vụ được lên kế hoạch là lần phóng phi hành đoàn đầu tiên từ tổ hợp LC-39B kể từ sứ mệnh STS-116 năm 2006.
Ban đầu, chuyến bay được chỉ định với cái tên Exploration Mission-2 (EM-2), với nhiệm vụ chỉ là thu thập các mẫu đá từ một tiểu hành tinh bị bắt trên quỹ đạo Mặt Trăng thông qua Nhiệm vụ Chuyển hướng Tiểu hành tinh bằng robot, nhưng hiện đã bị hủy bỏ.

## Bối cảnh
Vào năm 2017, dự án Exploration Mission-2 khi đó chỉ là một sứ mệnh dự kiến phóng một lần của Hệ thống tên lửa đẩy vũ trụ (SLS) Block 1B và tầng đẩy Exploration Upper Stage, tàu vũ trụ Mặt Trăng Orion Block 1 cùng với tải trọng chèn lên đến 50,7 t (55,9 tấn Mỹ; 112.000 lb). Ban đầu, kế hoạch của dự án chỉ là để giải quyết một tiểu hành tinh mà trước đó đã được đặt trong quỹ đạo của Mặt Trăng từ Sứ mệnh Chuyển hướng Tiểu hành tinh bằng robot, rồi sau đó NASA sẽ đưa các phi hành gia lên vũ trụ và thực hiện các chuyến đi bộ ngoài không gian cùng với hoạt động thu thập các mẫu đá. Sau khi Sứ mệnh Chuyển hướng Tiểu hành tinh đã bị hủy bỏ vào dự án vào tháng 4 năm 2017, một sứ mệnh khác kéo dài 8 ngày đã được đề xuất. Đề xuất đã cho một kế hoạch là họ cho 1 phi hành đoàn có bao gồm khoảng 4 phi hành gia, sẽ được gửi lên trên quỹ đạo theo chiều hướng trở lại tự do quanh Mặt Trăng.

Mô phỏng tàu vũ trụ Orion trên quỹ đạo Mặt Trăng.

Một đề xuất khác cũng đã được đề xuất vào năm 2017 là sẽ đưa 4 phi hành gia lên con tàu Orion trong một chuyến bay kéo dài khoảng từ 8 đến 21 ngày để quanh xung quanh Mặt Trăng và cũng để cung cấp các thành phần đầu tiên của dự án trạm vũ trụ Lunar Gateway. Vào tháng 3 năm 2018, NASA đã quyết định cho khởi chạy mô-đun đầu tiên cho dự án Lunar Gateway trên các phương tiện phóng thương mại do sự chậm trễ trong việc xây dựng Mobile Launcher cần thiết để có thể tiến hành giai đoạn Exploration Upper Stage một cách mạnh mẽ hơn. Bệ phóng được chọn sẽ là bệ Falcon Heavy.
Vào ngày 11 tháng 2 năm 2023, NASA đã lật lại phần động cơ từ lõi của con tàu Artemis II theo hướng nằm ngang, tuyên bố rằng giai đoạn này là một cột mốc quan trọng cuối cùng trước khi ghép phần này với các phần còn lại của con tàu. Vào ngày 20 tháng 3, phần động cơ đã chính thức được ghép với phần tầng lõi của con tàu tại Tòa nhà 103 từ Cơ sở lắp ráp Michoud. NASA dự kiến sẽ hoàn chỉnh thêm động cơ từ bệ lõi và bắt đầu chuyển giao con tàu cho Trung tâm Vũ trụ Kennedy vào mùa hè năm 2023. Nhưng một tháng sau, NASA đã công bố sẽ phải đẩy lùi thời hạn 5 tháng đến cuối mùa thu năm 2023. Những động cơ RS-25 được lắp đặt trên bệ lõi của con tàu ở New Orleans với số sêri E2047, E2059, E2062 và E2063 tính đến thời điểm hiện tại.
Vào ngày 3 tháng 4 năm 2023, NASA đã chính thức công bố về các phi hành đoàn sẽ tham gia sứ mệnh, theo thông tin, phi hành đoàn có tổng cộng là 4 người, trong đó bao gồm 3 phi hành gia người Mỹ và 1 phi hành gia người Canada. Theo theo lời tuyên bố của Quản trị viên NASA là ông Bill Nelson, trong bài phát biểu mang tên "Tình trạng của NASA" đã phản ứng lại về đề xuất ngân sách năm 2024 của Tổng thống Mỹ Joe Biden. Thông báo trên đã được đưa ra trong một sự kiện đặc biệt tại một cơ sở của NASA ở căn cứ Ellington Field nằm tại bên ngoài thành phố Houston. Cơ quan đã thông báo vào cuối ngày hôm đó tại một khu vực nằm ở gần Sân vận động NRG để tham dự trận tranh chức vô địch bóng rổ nam March Madness.

## Chuẩn bị

### Phi hành đoàn
Artemis II đã được công bố là sẽ được điều khiển bởi bốn phi hành gia, trong số đó có bao gồm người phụ nữ đầu tiên, người da màu đầu tiên và người Canada đầu tiên bay khỏi ra ngoài tầng quỹ đạo Trái Đất tầm thấp. Người thứ nhất tên là Reid Wiseman, anh sẽ là tổng chỉ huy cho chuyến bay lần này. Người thứ hai và cũng là người da màu đầu tiên tên là Victor J. Glover, anh sẽ đóng vai trò là một phi cơ trưởng của chuyến bay. Người thứ ba và cũng là người phụ nữ đầu tiên tên là Christina Koch, bà sẽ đóng vai trò như là một chuyên gia sứ mệnh. Người thứ tư và cũng là người có quốc tịch Canada đầu tiên là Jeremy Hansen từ cơ quan CSA, theo các điều khoản của hiệp định năm 2020 giữa Hoa Kỳ và Canada. Các sứ mệnh sau này của chương trình dự kiến sẽ có phi hành đoàn quốc tế, bao gồm những phi hành gia đại diện cho các quốc gia châu Âu và châu Á.
| Vai trò            | Phi hành gia                           | Phi hành gia                           |
| ------------------ | -------------------------------------- | -------------------------------------- |
| Chỉ huy            | Reid Wiseman, NASA Chuyến bay thứ 2    | Reid Wiseman, NASA Chuyến bay thứ 2    |
| Phi công           | Victor Glover, NASA Chuyến bay thứ 2   | Victor Glover, NASA Chuyến bay thứ 2   |
| Kỹ sư tổ bay       | Christina Koch, NASA Chuyến bay thứ 2  | Christina Koch, NASA Chuyến bay thứ 2  |
| Chuyên gia sứ mệnh | Jeremy Hansen, CSA Chuyến bay đầu tiên | Jeremy Hansen, CSA Chuyến bay đầu tiên |

### Khởi phóng
Vào năm 2011, khi còn đang trong quá trình đánh giá sơ bộ, ngày phóng cho chuyến bay đã từng định sẵn là vào khoảng giữa năm 2019 và năm 2021, nhưng ngay sau đó, thông tin về ngày phóng này đã bị trì hoãn cho đến năm 2023 từ phương tiện phóng của Hệ thống tên lửa đẩy vũ trụ (SLS). Mặc dù kể từ tháng 3 năm 2023, sứ mệnh này đã được ấn định cho lần phóng sẽ là vào tháng 11 năm 2024, nhiều nhu cầu tái chế và tân trang lại các bộ phận của con tàu Orion đã từng bay trên Artemis I có thể sẽ được đưa trở lại vào trong con tàu vào cuối năm 2024 hoặc quý đầu tiên của năm 2025.

## Phần cứng

### Trọng tải

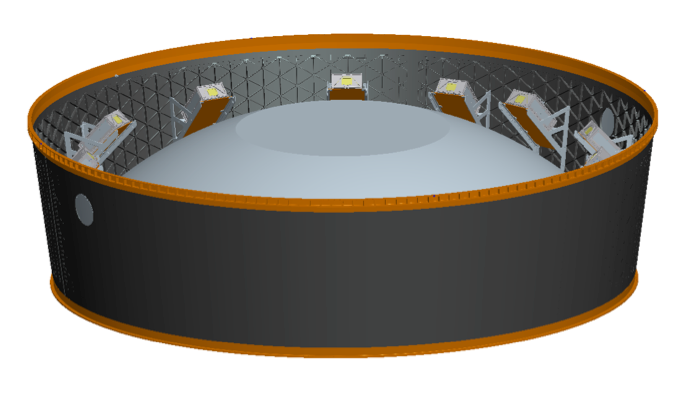
Bộ Điều Hợp Tầng MPCV cho ống định lượng chịu tải bằng lò xo CubeSat.

Tổ chức Sáng Kiến Phóng CubeSat (CSLI) của NASA đã cố gắng tìm kiếm lại các đề xuất nhiệm vụ vào năm 2019 từ nhiều tổ chức và công ty tại Hoa Kỳ để có thể thực hiện được các sứ mệnh CubeSat dưới dạng trọng tải thứ cấp trên con tàu SLS trong sứ mệnh Artemis II. NASA đã công bố rằng, họ sẽ chấp nhận các đề xuất cho cả 6 đơn vị (12 kg, 26 lb) và 12 đơn vị (20 kg, 44 lb) CubeSat. Như trong sứ mệnh Artemis I, các cục CubeSat khi bay trên Artemis II lần này thì sẽ được gắn vào bên trong vòng điều chỉnh giai đoạn giữa tầng SLS và tàu vũ trụ Orion. Sau khi con tàu Orion đã tách ra, các cục CubeSat cũng sẽ bắt đầu được triển khai kế hoạch. Các cuộc tuyển chọn CubeSat ban đầu đã được lên kế hoạch là sẽ thực hiện vào tháng 2 năm 2020, nhưng ngày đó đã trôi qua mà không có một thông báo chính thức. Sau đó, vào tháng 10 năm 2021, NASA đã loại bỏ tất cả các trọng tải thứ cấp ra khỏi sứ mệnh này.

### Thông tin quang
Trong nhiệm vụ lần này, Artemis II sẽ bắt đầu thử nghiệm và chứng minh các thông tin quang đến và từ Trái Đất bằng Hệ thống Thông tin Quang học Orion Artemis II (gọi tắt là O2O). Phần cứng của O2O sẽ được tích hợp vào con tàu vũ trụ Orion đồng thời chứa một mô-đun quang học (một chiếc kính viễn vọng 4 in [100 mm] và hai thiết bị gimbal), một chiếc modem và một chiếc thiết bị điều khiển điện tử. O2O sẽ phát tín hiệu liên lạc tới các trạm mặt đất ở các vùng California và New Mexico. Thiết bị thử nghiệm này sẽ gửi các dữ liệu về Trái Đất với tốc độ lên đến 260 megabit /giây.

## Nhiệm vụ
Kế hoạch về nhiệm vụ của Artemis II là đưa cả 4 phi hành gia ở bên trong con tàu vũ trụ Orion MPCV, phi hành đoàn đầu tiên sẽ bay ngang qua theo quỹ đạo của Mặt Trăng, trong thời gian tối đa là 21 ngày bằng cách sử dụng biến thể Block 1 từ Hệ thống tên lửa đẩy vũ trụ. Mục tiêu của nhiệm vụ lần này là có thể phóng chuyển tiếp lên Mặt Trăng (MTLI) một lần hoặc là nhiều lần khởi hành, bao gồm quay quanh một vòng quỹ đạo từ Mặt Trăng và quay tự do trở lại. Tàu vũ trụ Orion sẽ được phóng lên quỹ đạo tầm cao của Trái Đất với khoảng thời gian là 24 giờ. Trong khoảng thời gian này, các phi hành đoàn sẽ bắt đầu thực hiện nhiều cuộc kiểm tra khác nhau đối với các hệ thống sinh thái được hỗ trợ cho sự sống của con tàu cũng như là có thể chứng minh các hoạt động lân cận và những điểm hẹn trong không gian bằng cách sử dụng tầng đẩy Interim Cryogenic Propulsion Stage (ICPS) đã được sử dụng để làm mục tiêu. Khi con tàu Orion tiếp tục đến vùng cận điểm một lần nữa, nó sẽ kích hoạt động cơ chính của con tàu để có thể hoàn thành thao tác TLI, đưa con tàu quay trở lại quỹ đạo tự do của Mặt Trăng, trước khi quay trở lại Trái Đất.